# 비트 인스트루멘탈
비트 인스트루멘탈(영어: Beat Instrumental)은 영국의 월간 음악지이다. 션 오마호니(조니 딘이라는 이름으로도 활동)가 1963년 5월 비트 먼슬리(영어: Beat Monthly)라는 이름으로 창간했으며, 18호부터는 비트 인스트루멘탈 먼슬리(영어: Beat Instrumental Monthly)로, 37호부터는 비트 인스트루멘탈이라는 이름으로 자리잡았다. 주간지 멜로디 메이커처럼 음악가들을 대상으로 했으며, 인터뷰에서는 악기, 프로듀싱, 장비에 대한 질문을 강조했고, 1960년대 후반에 프로그레시브 록으로 잡지의 주목 장르를 옮겼다. 1980년 사운드 인터내셔널(영어: Sound Internationl) 잡지에 흡수되었으며, 이듬해 8월을 마지막으로 사운드 인터내셔널도 폐간됐다.
케빈 스위프트는 1966년 비트 인스트루멘탈의 기자 중 한 명이었다. 1970년에 편집자는 스티브 터너였으며, 애덤 스위팅 또한 잡지에 글을 썼다.